# Американская мечта (фильм)
«Американская мечта» (англ. American Dreamz) — американская комедия о попытках телеведущего поднять рейтинг всеми возможными способами.

## Сюжет
Мартин Туид, ведущий супер-популярного американского телевизионного реалити-шоу «Американская мечта», пытается всеми правдами и неправдами поднять рейтинг своего шоу. Каждый раз он пытается сделать что-то особенное, аморальное.
В новом сезоне он подобрал для конкурса певцов самых разнообразных участников, там есть даже террорист-неудачник. А в жюри сидеть будет американский президент, у которого тоже проблема с рейтингом!

## В ролях
| Актёр            | Роль                           |
| ---------------- | ------------------------------ |
| Хью Грант        | Мартин Туид                    |
| Деннис Куэйд     | президент Джозеф Стэйтон       |
| Мэнди Мур        | Салли Кенду                    |
| Уиллем Дефо      | глава администрации президента |
| Крис Клейн       | Уильям Уильямс                 |
| Дженнифер Кулидж | Марта Кенду                    |
| Сэм Голзари      | Омер Обейди                    |
| Марша Гэй Харден | первая леди                    |
| Сет Майерс       | Чет Крогл                      |
| Джон Чо          | Фрэнк Иттлз                    |

## Критика
Фильм получил смешанные отзывы кинокритиков. На сайте Rotten Tomatoes фильм имеет рейтинг 38 % на основе 183 рецензий со средним баллом 5,3 из 10. На сайте Metacritic фильм имеет оценку 45 из 100 на основе 37 рецензий критиков, что соответствует статусу «смешанные или средние отзывы».